# Ровно
Ро̀вно (на украински: Рівне; на полски: Równe; на немски: Röwne) е исторически град в Западна Украйна, областен център на Ровненска област и районен център на Ровненски район от областта. Градът е важен транспортен възел с международното си летище, железопътните линии до Здолбунов, Сарни и Ковел, както и магистралите, свързващи го с Брест, Киев и Лвов. Населението е 243 873 души по данни от 2022 г.

## История
Първото известно писмено споменаване на Ровно, като едно от населените места в Галицко-Волинското княжество, е датирано от 1283 г. Това е запис на латински в полската хроника „Рочник капитульны краковски“. Фигурира и в исторически източници от XV век. От втората половина на XIV век се намира под властта на Великото Литовско княжество. През 1492 г., по време на управлението на полския крал и Велик княз Казимир Ягелончик, градът получава Магдебургското право. От 1518 до 1621 г. е собственост на князете Острожки.
През 1667 г., в резултат на мирния договор от Андрусово, Ровно остава под властта на Жечпосполита. През същата година, в града върлува епидемия от чума, а през 1691 г. е опустошен от силен пожар. През 1706 г., в хода на Северната война, Ровно е превзет от войските на Карл XII. В периода XVII – XVIII в., градът е под властта на различни полски феодали, а от 1723 г. е във владение на шляхтичите Любомирски. От 1793 г., по време на Втората подялба на Полша, градът преминава към Руската империя, получавайки през 1797 г. статут на уезден град в рамките на Волинска губерния.
По време на Първата световна война и в хода на последвалата я Гражданска война в Русия Ровно неколкократно преминава в ръцете на германци, руснаци, поляци, украинци (за кратко, през април и май 1919 г., градът е столица на Украинската народна република) и болшевики. Съгласно мирния договор от Рига от 1921 г. Ровно е включен в територията на Полша, в качеството на уезден център на Волинското войводство.
През септември 1939 г., съгласно Договора за ненападение между Германия и СССР, градът влиза в състава на Украинската съветска социалистическа република и от декември същата година е областен център на новообразуваната Ровненска област. От 28 юни 1941 до 2 февруари 1944 г. е окупиран от германските войски и през тези години е административен център на Райхскомисариат Украйна. По онова време почти половината от населението на града е еврейско. От тях, близо 23 000 души са отведени в боровите гори край Сосенки и са убити между 6 и 8 ноември 1941 г. Останалите 5000 евреи са затворени в гето. През юли 1942 г. и тези жители са изпратени в Костопил (на около 70 км северно), където са убити – впоследствие гетото е премахнато.
През 1944 г. градът е отвоюван от Съветската армия и след края на Втората световна война остава в рамките на СССР. След разпадането на Съветския съюз през 1991 г. Ровно е част от Независима Украйна.
През 1958 г. телевизионната кула на града започва емисии, а през 1969 г. е пуснат първият трамвай и е отворено за полети новопостроеното Ровненско летище. През 1983 г. градът празнува своята 700-годишнина.

## География

### Климат
| Климатични данни за Ровно             | Климатични данни за Ровно | Климатични данни за Ровно | Климатични данни за Ровно | Климатични данни за Ровно | Климатични данни за Ровно | Климатични данни за Ровно | Климатични данни за Ровно | Климатични данни за Ровно | Климатични данни за Ровно | Климатични данни за Ровно | Климатични данни за Ровно | Климатични данни за Ровно | Климатични данни за Ровно |
| Месеци                                | яну.                      | фев.                      | март                      | апр.                      | май                       | юни                       | юли                       | авг.                      | сеп.                      | окт.                      | ное.                      | дек.                      | Годишно                   |
| Абсолютни максимални температури (°C) | 16,9                      | 16,7                      | 21,4                      | 30,4                      | 33,0                      | 33,1                      | 35,3                      | 35,5                      | 36,4                      | 25,8                      | 21,2                      | 14,3                      | 36,4                      |
| Средни максимални температури (°C)    | −1,5                      | −0,1                      | 5,4                       | 13,7                      | 19,9                      | 22,5                      | 24,4                      | 24,0                      | 18,6                      | 12,2                      | 5,1                       | 0,2                       | 12,0                      |
| Средни температури (°C)               | −4,1                      | −3,1                      | 1,5                       | 8,5                       | 14,2                      | 17,1                      | 19,0                      | 18,3                      | 13,5                      | 8,0                       | 2,4                       | −2,1                      | 7,8                       |
| Средни минимални температури (°C)     | −6,7                      | −6,1                      | −2,3                      | 3,3                       | 8,5                       | 11,6                      | 13,5                      | 12,5                      | 8,4                       | 3,8                       | −0,4                      | −4,5                      | 3,5                       |
| Абсолютни минимални температури (°C)  | −34,5                     | −32,6                     | −25,5                     | −11,5                     | −2                        | 2,0                       | 5,7                       | 3,4                       | −3,5                      | −9                        | −18,1                     | −24,8                     | −34,5                     |
| ------------------------------------- | ------------------------- | ------------------------- | ------------------------- | ------------------------- | ------------------------- | ------------------------- | ------------------------- | ------------------------- | ------------------------- | ------------------------- | ------------------------- | ------------------------- | ------------------------- |
| Източник: Клімат та погода Рівне      |                           |                           |                           |                           |                           |                           |                           |                           |                           |                           |                           |                           |                           |

## Промишленост
По време на съветската власт провинциалният град се превръща в основен индустриален център. Построени са 2 важни завода. Единият е за машиностроителна и метолообработваща техника, произвеждащ и високоволтова апаратура, резервни части за трактори и др., а другият завод е за химически и синтетични материали. Също така се развиват и леката промишленост, включваща завод за спално бельо и текстилна фабрика, и хранителната индустрия, включваща месо- и млекопреработвателни предприятия и зеленчукова консервна фабрика. В допълнение градът се развива и като център на мебелната индустрия и производството на строителни материали.

## Култура
Градът е известен с Ровненския областен музикално-драматичен театър, Ровненската филхармония и писателската си организация, наброяваща повече от 30 прозаици и поети (начело с Евгений Шморгун, Степан Бабий и Лидия Рибенко).

## Обществени институции
В Ровно има педагогически и Хидроинженерен институт, както и факултет на Киевския държавен културен институт. Тук също така има Медицински, Музикален, Автомобилостроителен, Търговски, Текстилен и Селскостопански и кооперативен политехнически колежи.
Градът има исторически музей и музей, посветен на героя на Съветския съюз Николай Кузнецов.

## Архитектура
- Църквата „Успение Богородично“, построена през 1756 г.
- Молитвената катедрала (2001 г.)
- Катедралата „Възнесение Господне“ (1890 г.)
- Сградата на гимназията – в стил класицизъм (1839 г.)
- По време на съветския период, градският център, от улица „Ленин“ до булевард „Мир“, е построен отново (1963 г., архитекти – Р. Д. Вайс и О. И. Филипчук), с включването на административни и обществени сгради в неокласически стил.

## Паметници
След разпадането на Съветския съюз, паметникът на съветския герой Д. Н. Медведев е съборен, а този на Н. И. Кузнецов е преместен. На тяхно място, с цел да се отрази историята на региона, са издигнати паметници на воините, загинали за Украйна.
- Паметник за 25-годишнината от освобождението на Ровно от фашистите
- Монумент на жертвите на фашизма (1968 г., от А. И. Пироженко и Б.В. Рючков, архитект – В. М. Герасименко)
- Паметник за 30-годишнината от освобождението на Украйна от германска окупация, улица „Съборна“
- Паметник на героя от гражданската война М. М. Богомолов
- Бюст на гроба на партизанката М. Стрютинска и релеф на гробницата на С. Йеленция и С. Котюевски,
 улица „Княз Владимир“, гробището Храбник

- Статуя на Тарас Шевченко на площад „Независимост“
- Монумент на загиналите за свободата на Украйна, площад „Магдебург“
- Братска могила, улица „Съборна“
- Монумент „Вечна слава“, улица „Киевска“
- Бюст на Оленко Дундич, парк „Тарас Шевченко“
- Паметник на Тарас Шевченко, едноименния парк
- Мемориал „Воинска слава“, улица „Дубенска“, Ровненско военно гробище 
(1975 г., от М. Л. Фарина, архитект – Н. А. Долгански)
- Паметник на войните и партизаните (1948 г. от И. Я. Матвеенко)
- Монумент на генерал Клим Савура, командир от украинската Народна армия,
 улица „Съборна“
- Паметник на Симон Петлюра на едноименната улица
- Монумент на Н. И. Кузнецов (бронз и гранит, 1961 г. от В. П. Винайкин)
- Паметник на еврейските жертви на Холокоста (1991 г.)
- Паметник на жертвите от Чернобилската авария

## Известни личности
- Софи Ирен Льоб, американска журналистка и застъпничка за социални права̀
- Мира Спивак, член на канадския Сенат, представител на провинция Манитоба
- Серхий Гончар, украински професионален колоездач
- Дан Бен Амоц, израелски писател
- предшествениците на Ленард Бърнстейн, композитор
- Ярослав Александрович Евдокимов – е роден на 22 ноември 1946 г. в Ровно (Украйна). Заслужил артист на Руската федерация, Народен артист на Беларус.

## Побратимени градове
- Видин, България
- Забже, Полша